# Nathaniel Hawthorne
Nathaniel Hawthorne [hótθórn] (narozený jako Nathaniel Hathorne, 4. července 1804 Salem, Massachusetts – 19. května 1864 Plymouth, New Hampshire) byl americký romantický spisovatel románů a povídek. Patří mezi klasické autory ranější americké literatury, blízko měl k hnutí transcendentalistů. Patří k nejvýznamnějším autorům, kteří se zabývali otázkami puritanismu a raného anglického osídlování Severní Ameriky. Ve svých textech vycházel ze zevrubného studia historie. Pro jeho prózy je typický důraz na tajuplnou, „gotickou“ a snovou atmosféru, které dával přednost před „nudnou a spořádanou“ realističností.
Většinu života prožil v Nové Anglii ve šťastném manželství, i když dlouho bez finančních prostředků. Přátelil se s některými velkými osobnostmi dobového amerického kulturního a společenského života, jako byli spisovatel Herman Melville, básník Henry Wadsworth Longfellow a prezident Franklin Pierce. Ke konci života působil téměř šest let jako americký konzul v Liverpoolu, v dalších letech pak procestoval Itálii.
Je znám především díky svému nejslavnějšímu románu Šarlatové písmeno, který se věnuje otázkám viny, trestu, společenského odsouzení a pokrytectví – vypráví o nesnadném údělu Hester, která s dcerkou žije v novoanglickém Salemu v 17. století, je puritánskou společností považována za smilnici a musí nosit šarlatové písmeno jako znamení hanby. K dalším významným románům patří Dům se sedmi štíty, tematizující život zchudlé novoanglické aristokracie, a Mramorový faun, jenž zpracovává osud amerických umělců v Itálii. Věnoval se také tvorbě textů pro děti, pro které adaptoval klasické řecké mýty.

## Život

### Rodina a dětství
Narodil se 4. července 1804 ve staré puritánské rodině v Salemu jako Nathaniel Hathorne – „w“ si do jména připojil až později v životě, když se vrátil k původnímu pravopisu rodiny. Hawthornové se přitom začali zapisovat jako Hathornové již v 16. století, ještě předtím, než bratři William a John Hathornové na počátku 17. století emigrovali z Anglie do Massachusetts. Raní američtí Hathornové se podíleli na pronásledování kvakerů a údajných čarodějnic.

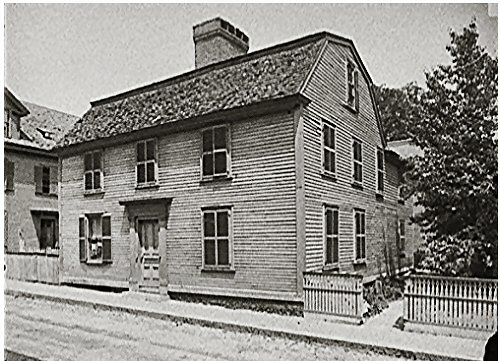
Autorův rodný dům v Salemu

V 18. století moc rodiny upadla a Hathornové se stávali námořními kapitány a rejdaři, byť stále ještě s vazbami na bohatou společnost obchodníků a podnikatelů. Během americké války za nezávislost se podíleli na válečném úsilí na moři – spisovatelův děd David Hawthorne, velitel lodi Věrný Američan, se stal hrdinou lidové balady, když se roku 1776 proslavil v námořním boji.
Po vzniku Spojených států amerických se rodina vrátila k obchodním plavbám. Hawthornovu otci se tato volba nicméně stala osudnou, v roce 1808 zahynul cestou do Nizozemské Guyany. Chlapce vychovávala matčina rodina v Salemu, příležitostně také v městečku Raymond v Maine, kde bydlel jeden z Hawthornových strýců. Zde se budoucí spisovatel seznámil s lovem, rybařením a bruslením. Od chlapcových sedmi let jej vychovával Joseph Emerson Worcester u jezera Sebago v New Hampshire. V devíti letech si budoucí spisovatel vážně poranil nohu při hře s míčem; rekonvalescence trvala dva roky, které Hawthorne strávil o samotě s knihami – setkal se s tvorbou Williama Shakespeara, Johna Bunyana, Jamese Thomsona, Edmunda Spensera a dalších klasických autorů.

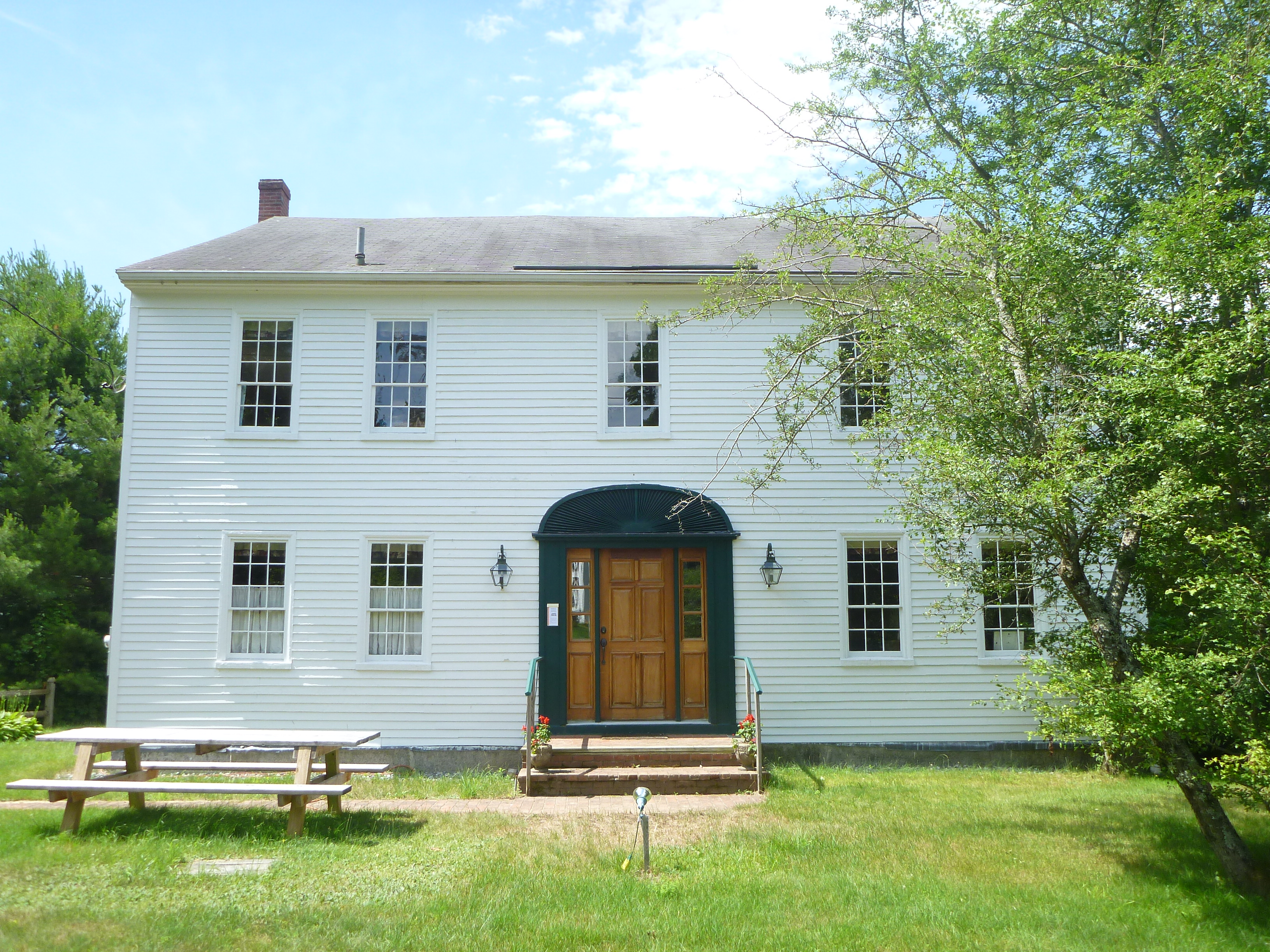
Raymondský dům, ve kterém Hawthorne v dětství pobýval

### Mládí a studia

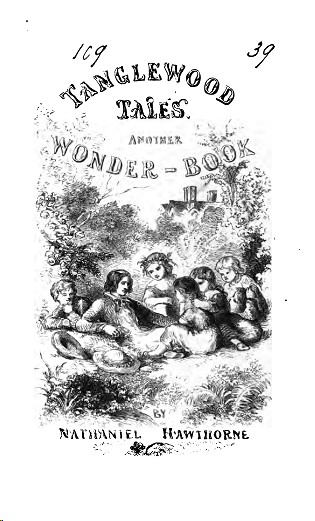
Obálka prvního vydání Tangelwoodských pověstí (1853)

V rámci přípravy na studium poslala rodina Hawthorna nazpátek do Salemu, kde pracoval jako tajemník a knihovník u svého strýce Williama Manninga. Sám také psal, redigoval a tiskl noviny nazvané The Spectator, u kterých se pokoušel o nápodobu stylu britských deníků z 18. století. V letech 1821–1824 studoval na Bowdoin College v Maine a brzy se začal zajímat také o soudobou literaturu. Spřátelil se s básníkem Henrym Longfellowem a pozdějším prezidentem Franklinem Piercem. Ještě na Bowdoinu sepsal první sbírku povídek (Seven Tales of My Native Land – „Sedm příběhů z mé rodné země“) a začal pracovat na svém prvním románu, Fanshawe, který pak vydal vlastním nákladem roku 1828 po mnoha odmítnutích ze strany nakladatelů. Konec 20. let byl přitom spojen se systematickou snahou zajistit vzestup americké literatury – při oslavách 50. výročí revoluce v roce 1826 vystoupil profesor morální filozofie a Hawthornův učitel Thomas Upham s návrhem, aby autoři zpracovávali historické náměty života v pohraničí a indiánských válek. Stoupal také tlak na čistě americkou tematiku, bez vazeb na evropskou tradici, jak to činil jediný do té doby úspěšný americký spisovatel Washington Irving.
Hawthorne vydával povídky a dětskou literaturu, avšak v nešťastné spolupráci se Samuelem Goodrichem, který mu zajišťoval pouze publikaci v nevýdělečných časopisech a nádeničinu. Chudý a málo úspěšný Hawthorne téměř podlehl sebevražedné depresi; z té ho vyvedl až jeho přítel Horatio Bridge, na jehož radu se Hawthorne rozžehnal s Goodrichem a vydal své texty jako Otřepané příběhy (Twice Told Tales, 1837). Od roku 1837 přispíval Nathaniel Hawthorne do časopisu United States Magazine and Democratic Review a nadále se snažil literárně prorazit. V roce 1838 se seznámil se sestrami Sophií a Mary Peabodyovými. Zájem věnoval v první řadě sečtělé a umělecky talentované Sophii, se kterou se potají zasnoubil. Další ze sester, Elizabeth Palmer Peabodyová, napsala pro časopis The New Yorker kladnou recenzi na Otřepané příběhy a doporučila autora svým známým v bostonské a concordské společnosti. Úspěch díla vedl k tomu, že se v následujících letech Hawthorne soustředil především na vyprávění o novoanglické historii pro mládež. Mezi lety 1839 a 1841 pracoval v celní správě v Bostonu.

### Život v Concordu a Lenoxu

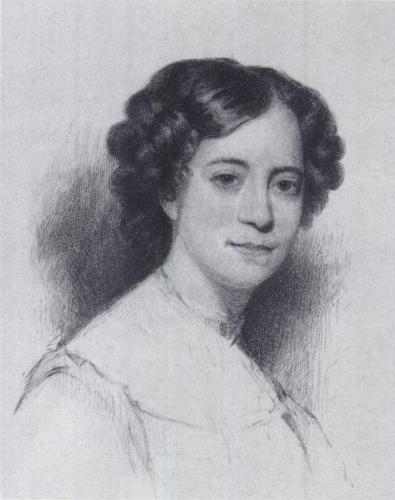
Hawthornova choť Sophia

Od roku 1840 patřil Hawthorne do kruhu transcendentalistů, kde se spřátelil s Thoreauem a Emersonem. Účastnil se dokonce utopického transcendentalistického projektu v Roxbury (Brook Farm Institute of Agriculture and Education), kde se myslitelé pokoušeli o návrat k prostému zemědělskému životu podle křesťanských principů a vymanit se z pasti rozvíjející se společnosti orientované na peníze. V utopickém experimentu setrval necelý rok a své zkušenosti později zúročil v románu Blithedalská romance.

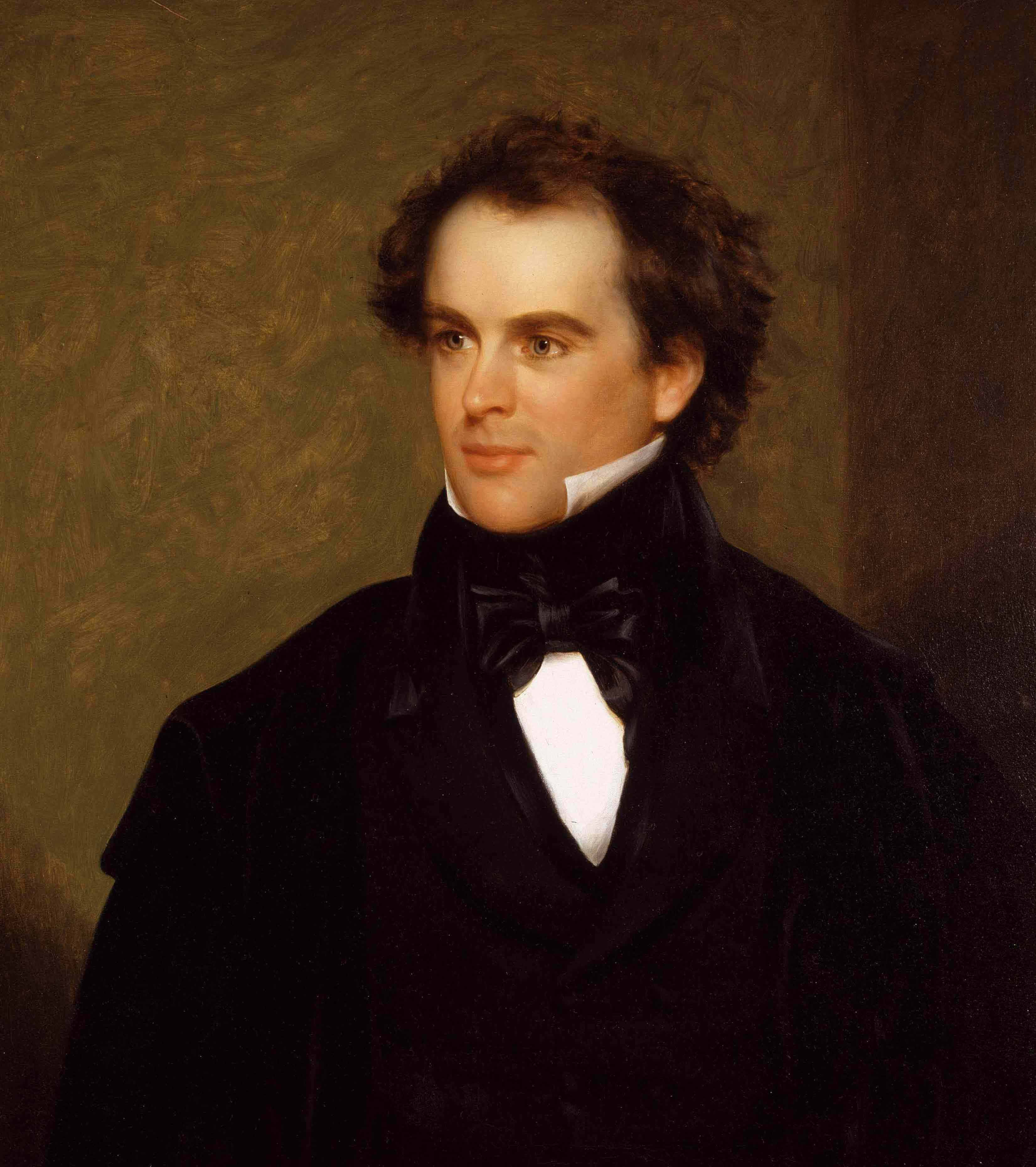
Nathaniel Hawthorne v roce 1840, malba Charlese Osgooda

Dne 9. července 1842 se Nathaniel Hawthorne oženil se Sophií Peabodyovou. Manželství bylo šťastné a vzešly z něj tři děti: Una, Julian a Rose. Rodina žila v městečku Concord, avšak musela se potýkat s chudobou – Hawthorne neměl stálé zaměstnání a musel si vystačit s penězi, které si našetřil dříve v celnické práci. Autor z hrdosti odmítal finanční výpomoc přátel a potají pracoval na románu Šarlatové písmeno. Ten vyšel v březnu roku 1850; první náklad, 2500 kusů, se vyprodal za deset dní. Přestože bylo dílo nadšeně přijato a dobře se prodávalo i nadále, pro obživu Hawthornových to nestačilo, takže rodina musela odejít ze Salemu – od oceánu se přemístili do Berkshirských hor, kde jim zámožná Sophiina přítelkyně Caroline Sturgisová a její manžel nabídli útočiště v městečku Lenox. Dne 5. srpna 1850 se Hawthorne během výpravy na Monument Mountain u Stockbridge seznámil s Hermanem Melvillem. Spisovatelé si pak dopisovali a Melville věnoval Hawthornovi svůj román Bílá velryba (1851).
V Lenoxu byl roku 1851 dokončen Dům se sedmi štíty, román laděný oproti Šarlatovému písmenu o něco pozitivněji. V roce 1852 pak vyšla Blithedalská romance. V témže roce Hawthorne pomohl při prezidentské kampani starému příteli Piercovi, který ho později jmenoval konzulem v Liverpoolu. V tomto období se Hawthorne vrátil k tvorbě vzdělávací literatury pro děti a začal pracovat na převyprávění klasických mýtů – jeho Tangelwoodské pověsti (Tangelwood Tales) byly dokončeny 9. března 1853. Na nové místo nastoupil 1. srpna 1853 a v Anglii strávil čtyři roky, přičemž své zkušenosti zaznamenal do podrobných deníkových záznamů a stovek dopisů. Postupně jej však úřední povinnosti a jednání se „surovými kapitány a zvířeckými námořníky“ začínaly zmáhat. V únoru roku 1858 rezignoval a vydal se na cestu po Evropě.

### Cesta po Itálii a závěr života
Rok a čtyři měsíce strávila rodina v Itálii, kterou si Nathaniel Hawthorne idealizoval pod vlivem dobové fascinace (zapříčiněné nikoliv nejméně Childe Haroldovou poutí od lorda Byrona), ale jejíž historii a velké spisovatele důvěrně znal. Itálie Nathaniela Hawthorna okouzlila bohatstvím architektury a umění, ale zklamala množstvím žebráků a chudiny a nečekaným, lezavým chladem v zimě. V průběhu roku a půl procestoval Hawthorne s rodinou většinu významných měst a seznámil se s anglosaskými umělci, kteří v Itálii působili nebo přebývali (Robert Browning, Elizabeth Barrettová-Browningová, William Wetmore Story, C. G. Thompson, Joseph Mozier, George Loring Brown, Maria Louisa Landerová, Harriet Hosmerová, William Cullen Bryant, Fredrika Bremerová). V dubnu 1859 v Římě začal Hawthorne pracovat na románu Mramorový faun, který zachycuje osudy amerických umělců právě v Itálii. Dílo pak vydal v únoru 1860 v Anglii, aby si zajistil britská autorská práva, a o týden později ve Spojených státech amerických. Kniha se stala velmi populární a Američané vyšších vrstev ji užívali jako turistického průvodce na italských cestách.

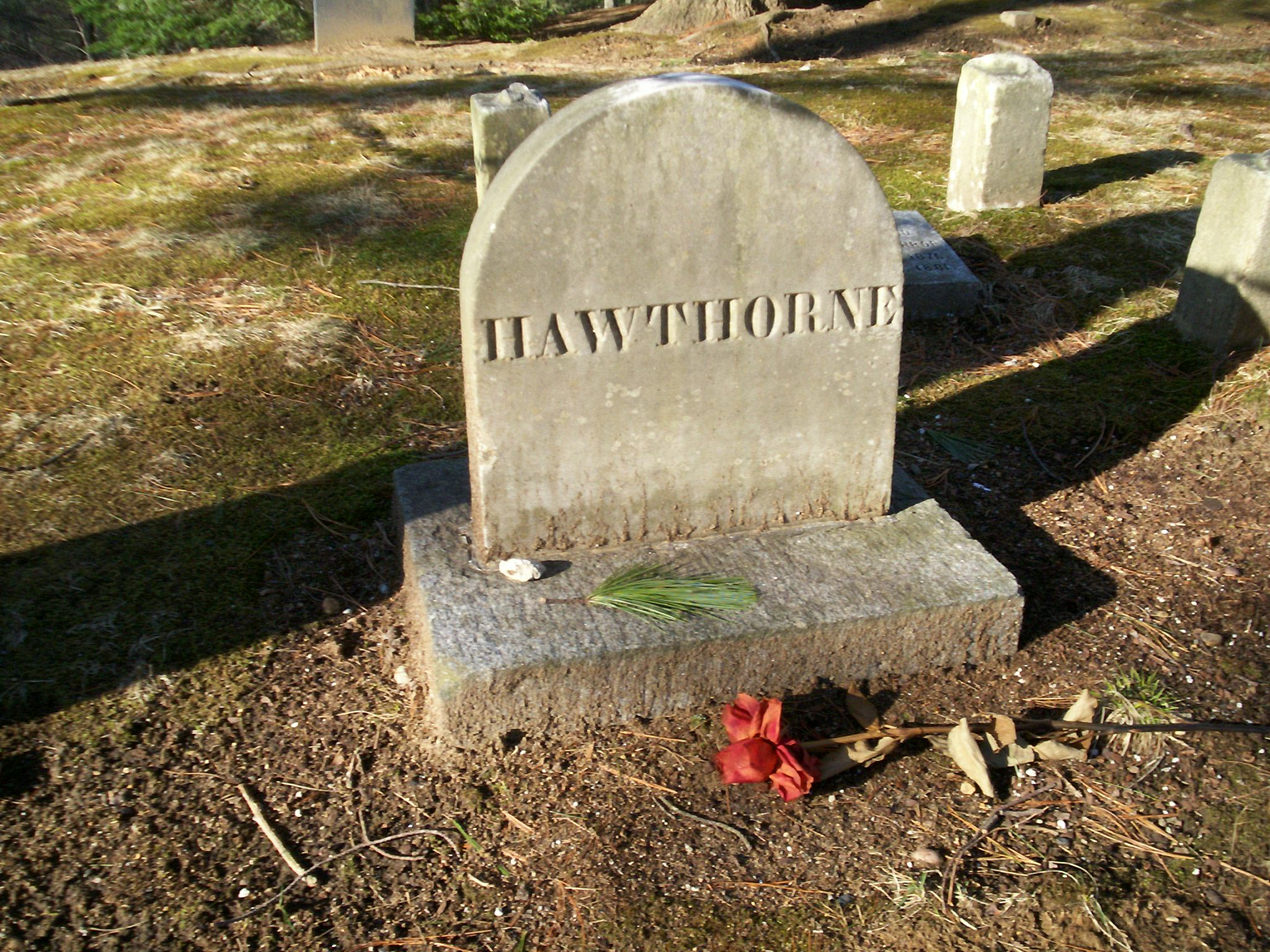
Spisovatelův hrob na hřbitově Sleepy Hollow Cemetery v Concordu

Po návratu do USA žila Hawthornova rodina opět v Concordu ve státě Massachusetts. Na jaře roku 1864 spisovatel vážně onemocněl. Společně s bývalým prezidentem Piercem se v květnu vydal na cestu po novoanglickém venkově, aby si připomněl mládí. Zemřel 18. května 1864 ve věku 59 let v Plymouthu v New Hampshire.

## Dílo
Hawthorne patří mezi klasiky americké literatury a společně s Hermanem Melvillem a E. A. Poem se řadí mezi „temné“ romantiky. Jeho díla vyjadřují silnou skepsi a věnují se hlavně temným stránkám člověka i společnosti. Nemalý zdroj inspirace pro Hawthorna představoval zločin – ve svých dopisech a zápiscích se často vyjadřoval k dobovým kriminálním případům, o kterých se dočetl v tisku, a věnoval se otázkám zločinu, viny, pokrytectví či zkaženosti. Podivná poeticko-fantastická či „gotická“ atmosféra jeho próz je zajišťována evokací tajemné minulosti, ale také nebezpečné divočiny – hlubokých, strašidelných lesů, jejichž návštěva se stává sestupem do pekla a současně příležitostí k duchovnímu přerodu. Hawthorne pracoval také se silou vizuálního zobrazení, když využil konvenční motiv záhadného, strašidelného portrétu a pracoval s dobovými vědeckými či pseudovědeckými vynálezy, jako byla daguerrotypie, fotografie či biomagnetismus.

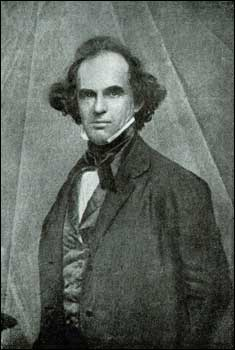
Nathaniel Hawthorne na fotografii, patrně z roku 1848

Hawthorne hojně využíval alegorie a navazoval na tradici barokní prózy, především pak románu Poutníkova cesta od anglického puritánského kazatele Johna Bunyana. Pokoušel se o vystižení spojnic mezi koloniální minulostí a svou současností. Ty přitom nacházel zejména v oblasti citu (k tomuto stylu prózy, který sám Hawthorne nazýval „alegorie srdce“, patří „Mateřské znaménko“, „Rapacciniho dcera“, „Experiment doktora Heideggera“) a fantazie (přičemž romanticky kladl důraz na roli představivosti při vývoji člověka i společnosti (nejtypičtěji v povídkách „Umělec krásna“, „Slaměnec“). Kromě psaní romancí (románů) se dlouhodobě pokoušel po vzoru Waltera Scotta o vydání provázaného povídkového cyklu, oproti svému vzoru si však kladl nižší cíle a snažil se především o vytváření pověstí obestírajících historické lokality, jako byl například Šibeniční vrch nad Salemem nebo „dolík mezi třemi vrchy“, kde byl později založen Boston.
Jeho dílo některými rysy připomíná pozdější magický realismus. Je pokládán za jednoho ze zakladatelů americké fantasy, přičemž stojí na pomezí fantastiky jako literárního modu a fantasy jako pozvolna se rodícího literárního žánru – prostředí americké pragmatické prosperity přitom považoval za nemalou překážku pro psaní romancí, které vyžadují tajemno, přítmí a starobylost.
K nejvýraznějším Hawthornovým tématům patří také puritanismus a otázky s ním související, zejména v oblasti raného evropského osídlování Massachusetts. Hawthorne pro své práce často využíval reálných historických pramenů a historiografických prací od autorů jako John Wintrop, Caleb H. Snow nebo Joseph Felt. Hawthornovo vyobrazení puritánů (především v Šarlatovém písmenu) ovlivnilo americké vnímání této náboženské skupiny více než kterýkoliv jiný text; jeho díla vykreslují klíčové puritánské koncepty jako predestinaci, myšlenku sociální utopie v rámci oddělené komunity, ale také víru v existenci nadpřirozeného Zla, která pak vedla k čarodějnické panice a procesům, mezi nimiž vyvstává hon na čarodějnice v Salemu. Srovnatelně významnou pozici pro recepci puritanismu má pouze hra Čarodějky ze Salemu od Arthura Millera.

#### Online dostupná díla autora
- Digitalizovaná díla Nathaniela Hawthorna v České digitální knihovně
- HAWTHORNE, Nathaniel. Rudé písmeno. Překlad František Žilka. Praha: Jan Otto, 1904. 295 s. Dostupné online.